# Сан Матео (Бари)
Сан Матео (итал. San Matteo) је насеље у Италији у округу Бари, региону Апулија.
Према процени из 2011. у насељу је живело 298 становника. Насеље се налази на надморској висини од 3 м.